# فانکی فرایدی
«فانکی فرایدی» ترانه‌ای از خواننده رپ بریتانیایی دیو است. این ترانه به صورت تک آهنگ در ۵ اکتبر ۲۰۱۸ برای پخش جریانی و بارگیری دیجیتالی منتشر شد. این ترانه شامل یک میهمان از خواننده رپ انگلیسی دیگر، فردو، است و توسط ۱۶۹ و دیو تهیه شده‌است. این اولین بار در جدول تک‌آهنگ‌های بریتانیا قرار گرفت و اولین شماره یک دیو شد.

## زمینه
این آهنگ برای اولین بار توسط دیو در اینستاگرام خود، دو روز قبل از انتشار آهنگ، مورد تمسخر قرار گرفت. این فیلم در کنار یک موزیک ویدیو در تاریخ ۴ اکتبر ۲۰۱۸ به کارگردانی دیو و ناتان جیمز تتی منتشر شد.

## عملکرد نمودار
در نمودار اواسط هفته گزارش شد که "فانکی فرایدی در شماره دو وارد جدول تک‌آهنگ‌های بریتانیا می‌شود، در مجموع ۲۰۰۰ فروش ترکیبی پشت سر " وعده‌ها " توسط کالوین هریس و سام اسمیت. "Funky Friday" برای هفته مورخ ۱۲ اکتبر ۲۰۱۸، با تعداد ۶٫۷ میلیون جریان صوتی و تصویری در شماره یک وارد نمودار تک‌آهنگ‌های بریتانیا شد. این ترانه اولین تک آهنگ شماره یک و ده برتر دیو و اولین ورود چهل نفر برتر فردو بود. این اولین آهنگ از یک خواننده رپ بریتانیایی است که از زمان " Not Letting Go " ساخته تینی تمپا با بازی جس گلین در سال ۲۰۱۵ در رتبه یک جدول Singles Chart انگلستان قرار گرفت.
این تک آهنگ آهنگ در شماره یک به عنوان یک لحظه مهم برای موسیقی رپ بریتانیایی بود.

## پرسنل
اعتبارات اقتباس شده از Tidal.
- دیو - آواز، تولید، درام، گیتار باس، پیانو، برنامه‌نویسی
- فردو - آواز
- ۱۶۹ - تولید اضافی
- Fraser T. Smith - اختلاط، مهندسی کارشناسی ارشد
- Manon Grandjean - میکس، مهندسی کارشناسی ارشد

## نمودار
| Chart (2018-2020)                 | Peak position |
| --------------------------------- | ------------- |
| Greece (IFPI)                     | ۶۵            |
| ایرلند (ایرما)                    | ۲۱            |
| اسکاتلند (اوسی‌سی)                 | ۴۲            |
| تک‌آهنگ‌های بریتانیا (اوسی‌سی)       | ۱             |
| آراندبی/هیپ هاپ بریتانیا (اوسی‌سی) | ۱             |

| Chart (2019)                         | Position |
| ------------------------------------ | -------- |
| UK Singles (Official Charts Company) | ۷۸       |

## گواهینامه‌ها
| منطقه                                                              | گواهی       | واحد گواهی‌شده/فروش |
| ------------------------------------------------------------------ | ----------- | ------------------ |
| [ ۱۲ ]                                                             | {{{جایزه}}} | 0                  |
| * رقم فروش تنها بر پایهٔ گواهی‌ها. ^ رقم توزیع تنها بر پایهٔ گواهی‌ها. |             |                    |